# 新店子镇 (和林格尔县)
新店子镇，是中华人民共和国内蒙古自治区呼和浩特市和林格尔县下辖的一个乡镇级行政单位。

## 行政区划
新店子镇下辖以下地区：
胶泥湾村、店湾村、新店子村、榆林城村、西沟子村、草夭子村、上恼亥村、浮石山村、前石门村、黑石兔村、十一号村、好来沟村、营盘梁村、山保岱村、一间房村和新丰村。